# Spiridon Mifka
Spiridon Mifka (Samobor, 9. travnja 1902. – Zagreb, 29. lipnja 1945.), bio je sarajevski episkop.

## Životopis
Spiridon Mifka rodio se u Samoboru 1902. godine. Pohađao je dvije godine trgovačku akademiju u Zagrebu a od 1924. godine bogosloviju u Srijemskim Karlovcima. Na pravoslavnu vjeru prešao je 1925. godine a nakon završene teologije paroh je u više mjesta Gornjokarlovačke i Bihaćke eparhije. Od 1936. do 1941. godine je bio kaluđer u manastirima Nikolje, Studenica i Sv. Naum.
Na osobni zahtjev mitropolit Germogen primio ga je u Hrvatsku pravoslavnu crkvu. Nakon toga, od veljače 1943., paroh je u Goraždu i od rujna iste godine u Visokom. U kolovozu 1944. godine imenovan je episkopom eparhije sarajevske Hrvatske pravoslavne crkve u činu arhimandrita. Istodobno predaje i na pravoslavnoj bogosloviji u Sarajevu.
Na proljeće 1945. godine povlači se iz Sarajeva u Zagreb i 22. svibnja 1945. biva uhićen te je od Vojnog suda Komande grada Zagreba, 29. lipnja 1945. godine, osuđen na smrt vješanjem.
Nove komunističke vlasti tada uhićuju, osuđuju i usmrćuju mnoge vjerske čelnike, kao što su Preosv. mitropolit Germogen (HPC), član Odbora za ustrojstvo HPC-a, eparhijski namjesnik i paroh zagrebački Serafim Kupčevski (HPC), svećenik Dimitrije Mrihin (HPC), protojerej Aleksej Borisov (HPC), protojerej Joco Cvijanović (HPC), predsjednik pravoslavne crkvene općine u Zagrebu Petar Lazić, biskup Philipp Popp (Evangelička crkva) i drugi a Zagrebački muftija Ismet Muftić, javno je obješen ispred džamije.
23. rujna 2010. godine i Ruska Istino Pravna Pravoslavna Zagranična Crkva (RIPC) u Odesi proglasila je Preosv. Germogena i ostale, 1945. godine, umorene svećenike HPC-a pravoslavnim mučenicima.

## Vanjske poveznice
- (engl.) Miloš Obrknežević, Development Of Orthodoxy In Croatia And The Croatian Orthodox Church, prijevod članka iz Hrvatske revije objavljenoga 1979. godine
- Na 66.obljetnicu smrti hrvatskih pravoslavnih svećenika svi umoreni proglašeni su mučenicima-svecima, članak na hrvatskipravoslavci.com